# Ахмат, Заки
Заки Ахмат (род. 21 марта 1962, Йоханнесбург, ЮАР) — южноафриканский борец с апартеидом, ВИЧ-активист, ЛГБТ-активист, открытый гей.

## Биография
Родился 21 марта 1962 года, Йоханнесбург, ЮАР в консервативной мусульманской семье капских малайцев, но в 14 лет ушёл из дома, поджег свою школу в знак протеста против апартеида, за что был приговорён к 9 месяцам тюрьмы.
Убеждённый атеист, Заки Ахмат свои политические взгляды во многом заимствовал у Маркса, Ленина и Троцкого. В 80-е годы он вступил в ряды Африканского национального конгресса. С 1985 по 1990 годы был членом Марксистской рабочей тенденции в Африканском национальном конгрессе — секции троцкистского Комитета за рабочий интернационал и предшественнице Демократического социалистического движения. Оставаясь членом АНК, он критиковал партию за отход от демократического социализма, коррумпированность и отрицание президентом Табо Мбеки факта существования ВИЧ/СПИД. После падения режима апартеида перед страной встала новая проблема — распространение ВИЧ-инфекции, принявшее в ЮАР масштабы национальной катастрофы.
Заки Ахмат к тому времени уже заразился ВИЧ-инфекцией и новым полем его деятельности стал СПИД-активизм. Он создал организацию «Treatment Action Campaign», борющуюся с эпидемией ВИЧ-инфекции. В знак протеста против недоступности антиретровирусных препаратов жителям ЮАР, Заки Ахмат на несколько лет отказался от терапии. В связи с этим его заболевание перешло в стадию СПИДа и он начал погибать от оппортунистических инфекций. Беспокоясь за его здоровье, Нельсон Мандела лично просил его возобновить лечение. В результате общественного давления правительство президента Табо Мбеки было вынуждено пойти на уступки СПИД-активистам — оно отказалось от запрета на продажу лекарств в ЮАР, заработали национальные программы по профилактике, а цены на препараты были снижены в несколько раз. В 2004 году он был номинирован на Нобелевскую премию мира.